# セージバーグ
セージバーグ (Sageburg) はアイルランドで生産された競走馬、種牡馬である。サージュブールと表記される場合もある。

## 経歴

### 競走馬時代
2007年（3歳時）6月に競走馬デビュー戦をクリストフ・スミヨンが騎乗して迎え、デビュー初戦で初勝利を挙げた。続く一般競走と準重賞競走も制し、デビュー戦以来3連勝で重賞競走初挑戦となるニエル賞 (G2) に出走したがソルジャーオブフォーチュンに敗れて4着となり連勝がストップした。次走のドラール賞 (G2) も4着となり、レース後は休養に入り5戦3勝で3歳を終えた。
2008年（4歳時）、休養中にアラン・ド・ロワイエ＝デュプレ厩舎に転厩し、休養明け初戦はG1競走初挑戦となる4月のガネー賞に出走したがデュークオブマーマレードに敗れて3着、続く5月のイスパーン賞ではオリビエ・ペリエが初騎乗し、レースは2着となったダルジナに2馬身半差をつけて勝利しG1競走初勝利を挙げた。この勝利はペリエにとっては10年ぶり3勝目、ロワイエ＝デュプレ厩舎にとっては8年ぶり2勝目、馬主にとっては3年ぶり3勝目の同競走制覇となった。6月にはイギリスに遠征してクイーンアンステークスに出走したがハラダサンに敗れて6着、帰国後の8月には鞍上がスミヨンに戻ってジャック・ル・マロワ賞に出走したがタマユズに敗れて4着、9月にはステファン・パスキエに乗り替わってムーランドロンシャン賞に出走したがゴルディコヴァに敗れてまたもや4着、10月のダニエルウィルデンシュタイン賞では鞍上がスミヨンに戻ったが、レースではスピーリトデルヴェントに同競走連覇を達成されて2着となり、この競走を最後に競走馬を引退した。

### 種牡馬時代
5歳となった2009年よりフランスのラギャティーヌ牧場で種牡馬入りすることになり、初年度の種付け料は3000ユーロとなっている。

## 血統表
| セージバーグの血統ストームキャット系 / アウトブリード | セージバーグの血統ストームキャット系 / アウトブリード | セージバーグの血統ストームキャット系 / アウトブリード | （血統表の出典）   | （血統表の出典） |
| 父 Johannesburg 1999 鹿毛                             | 父の父*ヘネシー Hennessy 1993 栗毛                    | Storm Cat                                             | Storm Bird         | Storm Bird       |
| 父 Johannesburg 1999 鹿毛                             | 父の父*ヘネシー Hennessy 1993 栗毛                    | Storm Cat                                             | Terlingua          |                  |
| 父 Johannesburg 1999 鹿毛                             | 父の父*ヘネシー Hennessy 1993 栗毛                    | Island Kitty                                          | Hawaii             | Hawaii           |
| 父 Johannesburg 1999 鹿毛                             | 父の父*ヘネシー Hennessy 1993 栗毛                    | Island Kitty                                          | T.C. Kitten        |                  |
| 父 Johannesburg 1999 鹿毛                             | 父の母Myth 1993 鹿毛                                  | *オジジアン Ogygian                                   | Damascus           | Damascus         |
| 父 Johannesburg 1999 鹿毛                             | 父の母Myth 1993 鹿毛                                  | *オジジアン Ogygian                                   | Gonfalon           |                  |
| 父 Johannesburg 1999 鹿毛                             | 父の母Myth 1993 鹿毛                                  | Yarn                                                  | Mr. Prospector     | Mr. Prospector   |
| 父 Johannesburg 1999 鹿毛                             | 父の母Myth 1993 鹿毛                                  | Yarn                                                  | Narrate            |                  |
| 母 Sage et Jolie 1996 芦毛                            | 母の父Linamix 1987 芦毛                               | *メンデス Mendez                                      | *ベリファ          | *ベリファ        |
| 母 Sage et Jolie 1996 芦毛                            | 母の父Linamix 1987 芦毛                               | *メンデス Mendez                                      | Miss Carina        |                  |
| 母 Sage et Jolie 1996 芦毛                            | 母の父Linamix 1987 芦毛                               | Lunadix                                               | Breton             | Breton           |
| 母 Sage et Jolie 1996 芦毛                            | 母の父Linamix 1987 芦毛                               | Lunadix                                               | Lutine             |                  |
| 母 Sage et Jolie 1996 芦毛                            | 母の母Saganeca 1988 黒鹿毛                            | Sagace                                                | Luthier            | Luthier          |
| 母 Sage et Jolie 1996 芦毛                            | 母の母Saganeca 1988 黒鹿毛                            | Sagace                                                | Seneca             |                  |
| 母 Sage et Jolie 1996 芦毛                            | 母の母Saganeca 1988 黒鹿毛                            | Haglette                                              | Hagley             | Hagley           |
| 母 Sage et Jolie 1996 芦毛                            | 母の母Saganeca 1988 黒鹿毛                            | Haglette                                              | Sucrette F-No.11-d |                  |

### 血統背景
- 伯父（母の全兄）：サガミックス（1998年凱旋門賞）
- 叔父（母の半弟）：サガシティ（2000年クリテリウムドサンクルー）
- いとこ（母の全妹・半妹の仔）：サガワラ（英語版）（2012年サンタラリ賞）、ジャパン（2019年パリ大賞典・インターナショナルステークス）
- 高祖母の半弟：タンバリン[2]（1962年アイリッシュダービー）、ナスラム（英語版）（1964年キングジョージ6世&クイーンエリザベスステークス）